# ゲルハルト・ドーマク
ゲルハルト・ドーマク（Gerhard Domagk, 1895年10月30日 - 1964年4月24日）は、ドイツの病理学者、細菌学者の医師。1939年にノーベル生理学・医学賞を受賞した。しかしながら、ナチス・ドイツ政権によりドイツ人の入賞が禁じられていたため辞退した。1947年、第二次世界大戦後にあらためて受賞した。

## 生涯
ドイツ帝国東部ラゴウ（現在のポーランドルブシュ県ワグフ）に生まれる。1913年ユトランド半島にあるキール大学に入学するが、第一次世界大戦開戦により、従軍する。1915年に負傷し、学業に戻る。1921年に卒業し、医学博士号を取得後、1924年にグライフスヴァルト大学の病理学講師となる。1925年にはミュンスター大学病理学講師に代わる。1927年デュッセルドルフにあったIG・ファルベン社の実験病理学細菌学研究所の実験病理学と細菌学の研究主任を大学と兼任する。1928年にはミュンスター大学一般病理学・病理解剖学特任教授となる。そして1939年、プロントジルに化学抗菌作用が存在することを発見したという理由でノーベル生理学・医学賞を受賞する。1956年パウル・エールリヒ&ルートヴィヒ・ダルムシュテッター賞受賞。1958年にミュンスター大学一般病理学・病理解剖学教授となり、1959年にはロンドン王立協会外国人会員に選ばれた。
ドーマクの発見は1927年にIG・ファルベン社における研究から始まった。同社は細菌の化学療法に利用できる薬剤の開発をねらっており、ドーマクにすべてがまかされた。1932年、赤色アゾ染料の一種、赤色プロントジルを調べたところ、レンサ球菌に感染したマウスを治療できた。レンサ球菌による感染症は重篤なものも多く、ヒトに対して効果があれば貴重な薬品となる。このとき、ドーマクの娘がレンサ球菌感染症に罹患し、他の治療がすべて効果を発揮しない段階に至って赤色プロントジルを投与したところ完治した。
1935年、服用量などを確認後、赤色プロントジルが世界初のサルファ剤系合成抗菌薬として発表された。これを受けて、官能基などを置換し、より安価で安全な数千種にも及ぶサルファ剤誘導体が生まれた。これにより肺炎などを起こす細菌の他、真菌・原虫などのさまざまな微生物感染症に対する有力な武器が手に入ったことになる。
1951年、抗結核性のイソニアジド（イソニコチン酸ヒドラジド）を発見し、ストレプトマイシンとの併用により結核に対して高い効果を発揮した。チオセミカルバジドも彼が開発した結核の化学療法薬である。
1964年、バーデン＝ヴュルテンベルク州ケーニヒスフェルトで没した。